# کالین رز
کالین رز (انگلیسی: Colin Rose؛ زادهٔ ۲۲ ژانویهٔ ۱۹۷۲) بازیکن فوتبال اهل بریتانیا است.
از باشگاه‌هایی که در آن بازی کرده‌است می‌توان به باشگاه فوتبال نورتویچ ویکتوریا، باشگاه فوتبال مکلسفیلد تاون و باشگاه فوتبال لیک تاون اشاره کرد.
وی همچنین در تیم سی فوتبال ملی انگلیس بازی کرده‌است.